# Староволя (Ґарволінський повіт)
Староволя (пол. Starowola) — село в Польщі, у гміні Парисув Ґарволінського повіту Мазовецького воєводства.
Населення — 394 особи (2011).
У 1975-1998 роках село належало до Седлецького воєводства.

## Демографія
Демографічна структура станом на 31 березня 2011 року:
|          | Загалом | Допрацездатний вік | Працездатний вік | Постпрацездатний вік |
| -------- | ------- | ------------------ | ---------------- | -------------------- |
| Чоловіки | 205     | 62                 | 123              | 20                   |
| Жінки    | 189     | 45                 | 107              | 37                   |
| Разом    | 394     | 107                | 230              | 57                   |